# Zbigniew Ajchler
Zbigniew Czesław Ajchler (ur. 21 listopada 1955 w Szamotułach) – polski polityk, przedsiębiorca rolny i samorządowiec, poseł na Sejm VIII i IX kadencji.

## Życiorys
W 1981 ukończył studia na Akademii Rolniczej w Poznaniu. Zajął się prowadzeniem własnego gospodarstwa rolnego, a także działalnością spółdzielczą. Został prezesem spółdzielczych zakładów rolnych w Lubosinie i Izdebnie. Współtworzył regionalną sieć gospodarstw demonstracyjnych.
Był związany z Sojuszem Lewicy Demokratycznej i Socjaldemokracją Polską. W 1991 kandydował z ramienia SLD do Sejmu. W 1998 po raz pierwszy został wybrany na radnego sejmiku wielkopolskiego. Reelekcję uzyskiwał z ramienia SLD kolejno w wyborach 2002, 2006 i 2010, pełnił funkcję przewodniczącego klubu radnych swojej partii.
W lutym 2011 (w wyborach uzupełniających) oraz w październiku 2011 bez powodzenia ubiegał się o mandat senatora. W grudniu tego samego roku wystąpił z klubu radnych SLD, motywując tę decyzję protestem przeciwko wyborowi Leszka Millera na przewodniczącego tej partii. W 2014 dołączył do Platformy Obywatelskiej i jej klubu radnych w sejmiku wielkopolskim, z jej listy ponownie został wybrany do sejmiku w wyborach 2014.
W wyborach parlamentarnych w 2015 kandydował z ramienia PO do Sejmu w okręgu nr 38, otrzymując 7275 głosów i uzyskując w rezultacie mandat posła VIII kadencji. W Sejmie zasiadł w Komisji Rolnictwa i Rozwoju Wsi, pracował też w Komisji Ochrony Środowiska, Zasobów Naturalnych i Leśnictwa (2015–2017) oraz w Komisji Zdrowia (2017).
W wyborach w 2019 nie uzyskał poselskiej reelekcji, zdobywając 6654 głosy i zajmując pierwsze niemandatowe miejsce na okręgowej liście KO. Mandat posła IX kadencji objął 15 czerwca 2021, zastępując w parlamencie Killiona Munyamę (który przeszedł do pracy w Europejskiej Służbie Działań Zewnętrznych). Został posłem niezrzeszonym, z posłem Łukaszem Mejzą ogłosił powołanie stowarzyszenia „Centrum” (które nie zostało zarejestrowane). W sierpniu tego samego roku wystąpił z PO. W wyborach w 2023 bezskutecznie kandydował do Sejmu X kadencji z listy Prawa i Sprawiedliwości.

## Odznaczenia
W 2010 odznaczony Złotym Krzyżem Zasługi.

## Życie prywatne
Brat Romualda Ajchlera.
W 2019 ujawnił, że od 20 lat zmaga się z chorobą Parkinsona.

## Wyniki wyborcze
| Wybory | Komitet wyborczy | Komitet wyborczy                          | Organ                                           | Okręg | Wynik           |
| ------ | ---------------- | ----------------------------------------- | ----------------------------------------------- | ----- | --------------- |
| 1991   |                  | Sojusz Lewicy Demokratycznej              | Sejm I kadencji                                 | nr 18 | 6905 (1,62%)    |
| 1998   |                  | Sojusz Lewicy Demokratycznej              | Sejmik Województwa Wielkopolskiego I kadencji   | nr 7  | 12 597          |
| 2002   |                  | Sojusz Lewicy Demokratycznej – Unia Pracy | Sejmik Województwa Wielkopolskiego II kadencji  | nr 2  | 11 054 (6,34%)  |
| 2006   |                  | Lewica i Demokraci                        | Sejmik Województwa Wielkopolskiego III kadencji | nr 2  | 14 173          |
| 2010   |                  | Sojusz Lewicy Demokratycznej              | Sejmik Województwa Wielkopolskiego IV kadencji  | nr 2  | 14 154          |
| 2011   |                  | Sojusz Lewicy Demokratycznej              | Senat VII kadencji                              | nr 37 | 6525 (17,29%)   |
| 2011   |                  | Sojusz Lewicy Demokratycznej              | Senat VIII kadencji                             | nr 89 | 26 177 (20,86%) |
| 2014   |                  | Platforma Obywatelska                     | Sejmik Województwa Wielkopolskiego V kadencji   | nr 2  | 13 563          |
| 2015   |                  | Platforma Obywatelska                     | Sejm VIII kadencji                              | nr 38 | 7275 (2,69%)    |
| 2019   |                  | Koalicja Obywatelska                      | Sejm IX kadencji                                | nr 38 | 6654 (1,91%)    |
| 2023   |                  | Prawo i Sprawiedliwość                    | Sejm X kadencji                                 | nr 38 | 7368 (1,78%)    |